# Марченко Олексій Андрійович
Марченко Олексій Андрійович (нар. 14 червня 1955, с. Байбузи) — український політик.
Апарат Верховної Ради України, керівник секретаріату фракції НП (з вересня 2002 р.).

## Життєпис
Народився Марченко Олексій Андрійович 14 червня 1955 року в українському селі Байбузи, Черкаський район, Черкаської області. 

### Освіта
- У 1978 році закінчив Українську сільськогосподарську академію, за спеціальністю — вчений-агроном;
- У 1991 році закінчив Київський інститут політології та соціального управління, за спеціальністю — політолог.

### Діяльність
- 1972-1973 рр. — колгоспник в колгоспі «Іскра» Черкаського району.
- 1973-1978 рр. — студент Української сільськогосподарської академії.
- 1978-1980 рр. — завідувач агрохімцентру в колгоспі «Іскра».
- 1980-1983 рр. — на комсомольській роботі.
- 1983-1986 рр. — директор в радгоспі «Черкаський», м. Черкаси.
- 1986-1989 рр. — на партійній роботі.
- 1989-1992 рр. — голова Черкаського райвиконкому.
- Квітень 1992 - лютий 1995 рр. — Представник Президента України в Черкаському районі.
- 1994 - квітень 1998 рр. — голова Черкаської райради, народний депутат.
- Липень 1995 - квітень 1998 рр. — голова Черкаської райдержадміністрації.
- Лютий 2000 р. — член партії «Демократичний союз».

## Політична діяльність
Березень 1998 - квітень 2002 рр. ⁣ — Народний депутат України 3 скликання, виборчий округ № 201, Черкаської області. На час виборів: голова Черкаської райдержадміністрації. 
Травень 1998 - лютий 1999 рр. — член фракції НДП.
З липня 1998 р. — член Комітету з питань аграрної політики та земельних відносин.
Лютий 1999 - квітень 2001 рр., з лютого 2001 р. — член групи «Відродження регіонів», уповноважений представник.
З квітня 2001 р. — член фракції партії «Демократичний союз».
З квітня 2000 р. — голова підкомітету Комітету з питань аграрної політики та земельних відносин.
Липень 2002 р. — кандидат в народні депутати України, виборчий округ № 201, Черкаської області, самовисування. За проголосувало 10.00 %, 5 з 19 претендентів. На час виборів: тимчасово не працював, позапартійний.
Квітень 2002 р. — кандидат в народні депутати України, виборчий округ № 201, Черкаської області. Висунутий виборчим блоком політичних партій "Демократична партія України — партія «Демократичний союз». За проголосувало 19.06 %, 2 з 12 претендентів. На час виборів: народний депутат України, член партії «Демократичний союз». Вибори визнано недійсними.

## Нагороди
Заслужений працівник сільського господарства України (серпень 2001 р.).